# Lineodes pulcherrima
Lineodes pulcherrima là một loài bướm đêm trong họ Crambidae.